# Trematodon aureus
Trematodon aureus là một loài rêu trong họ Bruchiaceae. Loài này được Müll. Hal. ex G. Roth mô tả khoa học đầu tiên năm 1911.